# Uvaria marenteria
Uvaria marenteria là loài thực vật có hoa thuộc họ Na. Loài này được (DC.) Baill. miêu tả khoa học đầu tiên năm 1868.